# Bustillo del Páramo
Bustillo del Páramo es un municipio y lugar español de la provincia de León, en la comunidad autónoma de Castilla y León. Dispone de una Junta Vecinal propia y se encuentra en la comarca natural del Páramo Leonés. El municipio lo componen los núcleos de población de Acebes del Páramo, Antoñanes del Páramo, Barrio de Buenos Aires, Bustillo del Páramo, Grisuela del Páramo, La Milla del Páramo, Matalobos del Páramo y San Pedro de Pegas.

## Demografía
Cuenta con una población de 1057 habitantes (INE 2024). Tras un aumento de su población entre la década de 1920 y 1960, desde entonces Bustillo del Páramo se encuentra sumido en un proceso de paulatina despoblación, que hace que en 2020 sus 1129 habitantes sean la cifra de población más baja registrada desde el siglo XIX, lejos de los 3237 habitantes que registró en 1960, su pico poblacional histórico.
| Gráfica de evolución demográfica de Bustillo del Páramo entre 1842 y 2021                                             |
| |
| Población de derecho según los censos de población del INE. Población de hecho según los censos de población del INE. |

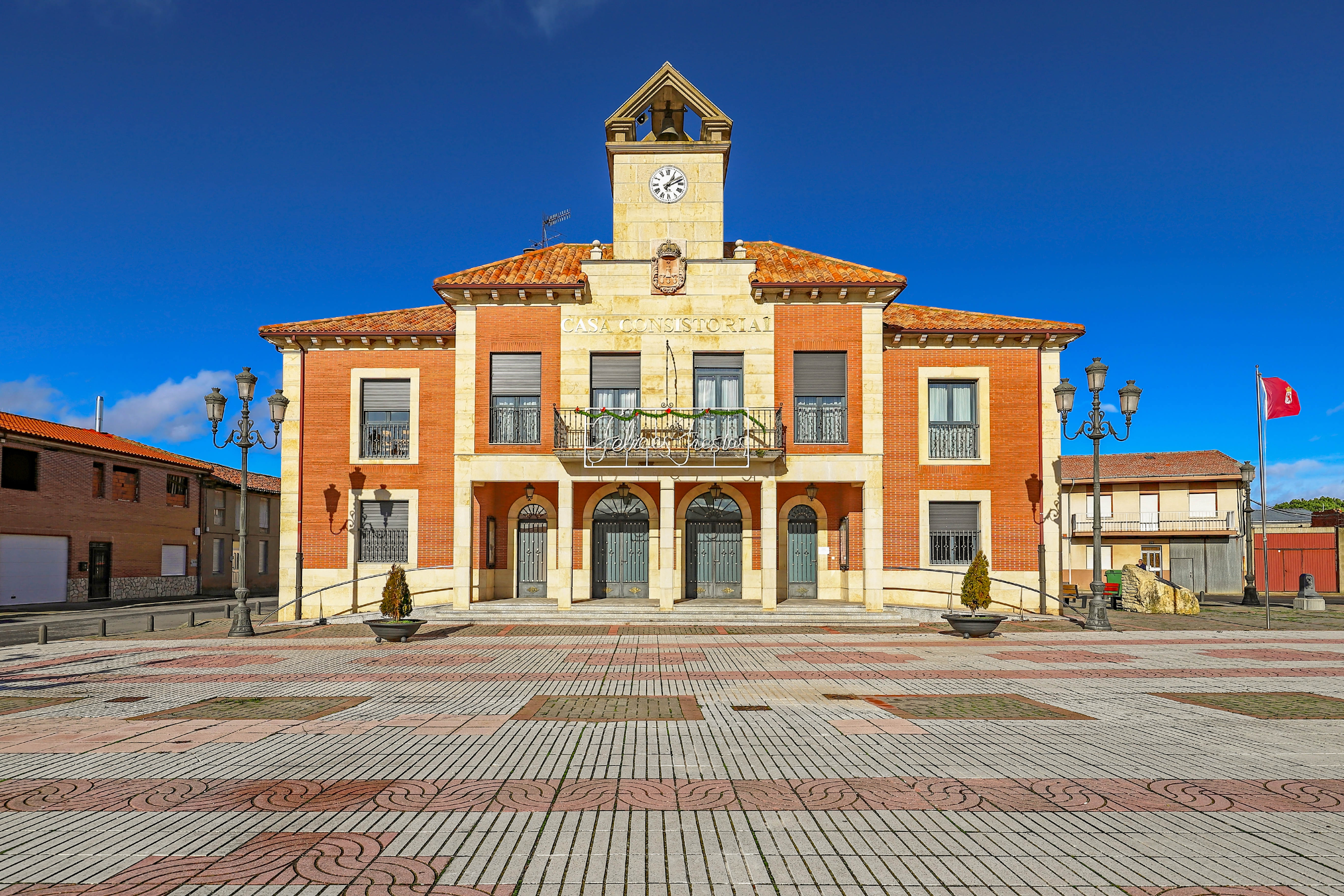
Casa consistorial
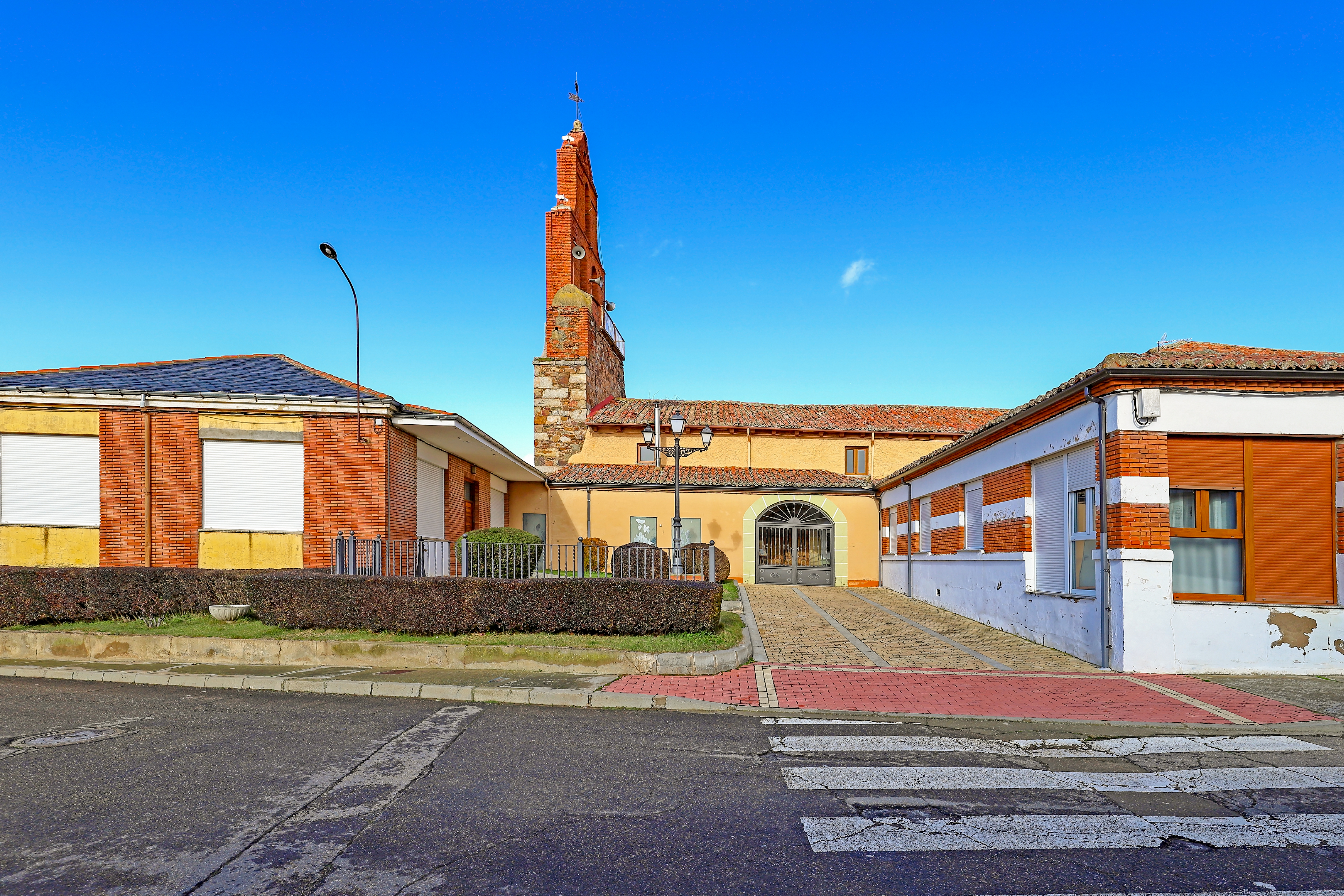
Iglesia de San Pedro Apóstol
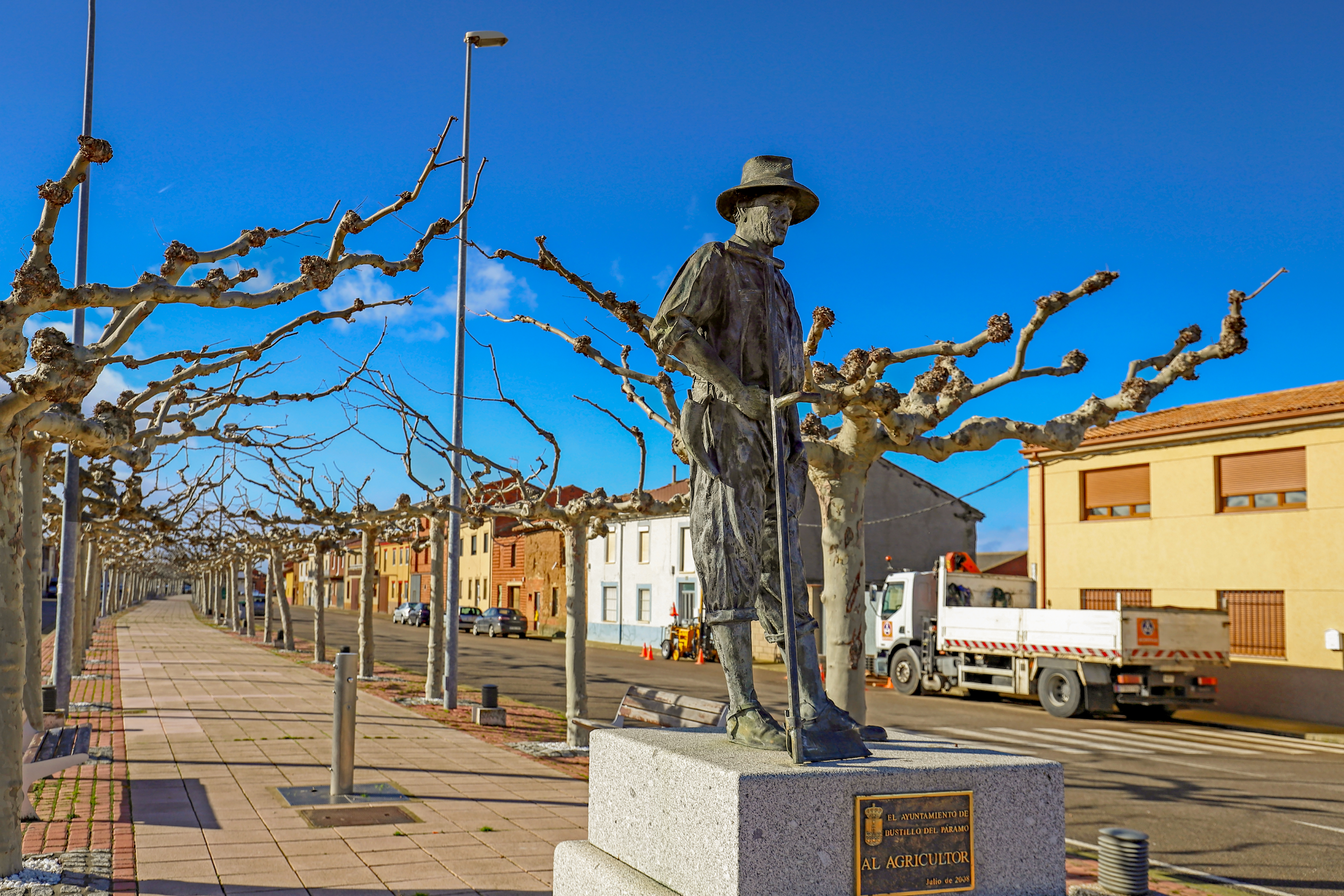
Homenaje al agricultor

## Comunicaciones
Se comunica mediante carreteras locales a los ejes de la CL-621 y la N-120. El aeropuerto de León, que entró en servicio en 1999, es el aeropuerto más cercano, encontrándose a 31 kilómetros de Bustillo del Páramo.

## Bustillo en la literatura
El escritor uruguayo Napoleón Baccino Ponce de León sitúa en Bustillo del Páramo el lugar de nacimiento de Juanillo Ponce, protagonista de la novela Maluco. La novela de los descubridores. Dicho personaje de ficción fue uno de los 19 supervivientes del primer viaje alrededor del mundo, comandado por Fernando de Magallanes y culminado por Juan Sebastián Elcano.